# Surselvische Sprache

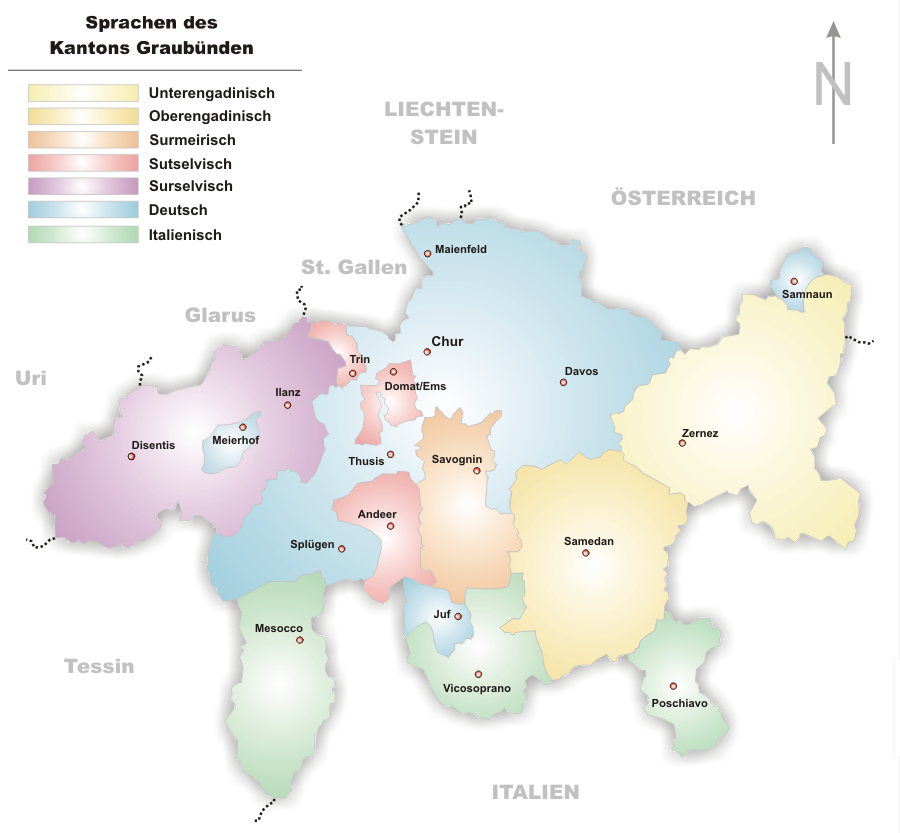
Ehemaliges Verbreitungsgebiet der einzelnen bündnerromanischen Idiome im Kanton Graubünden

Surselvisch (auch Oberländisch, Oberwaldisch, rätoromanisch Sursilvan) ist ein bündnerromanisches Idiom und wird in der Region Surselva im Kanton Graubünden gesprochen, also im Vorderrheintal ab Flims/Flem talaufwärts. Das nächstverwandte Idiom ist das sich östlich anschliessende Sutsilvan.
Ein Subdialekt des Sursilvan mit einigen Eigentümlichkeiten ist das Tuatschin.

## Verbreitung der Sprache
Nach der Volkszählung im Jahre 2000 gaben von den Einwohnern im damaligen Bezirk Surselva 13 879 Personen Sursilvan als Muttersprache an und zugleich als diejenige Sprache, die sie am besten beherrschten. Dies entspricht einem Anteil von 42,5 % der Gesamtbevölkerung. 17 897 Personen gaben an, die Sprache im Alltag, in der Familie und im Beruf zu verwenden, was 54,8 % der Gesamtbevölkerung entspricht. Im Val Lumnezia bezeichneten 82 % der Bevölkerung Sursilvan als die von ihnen am besten beherrschte Sprache; in der Cadi waren dies 78,1 %, in der Gruob 48 %, in der Stadt Ilanz dagegen nur 29,9 %.

## Erste Drucke

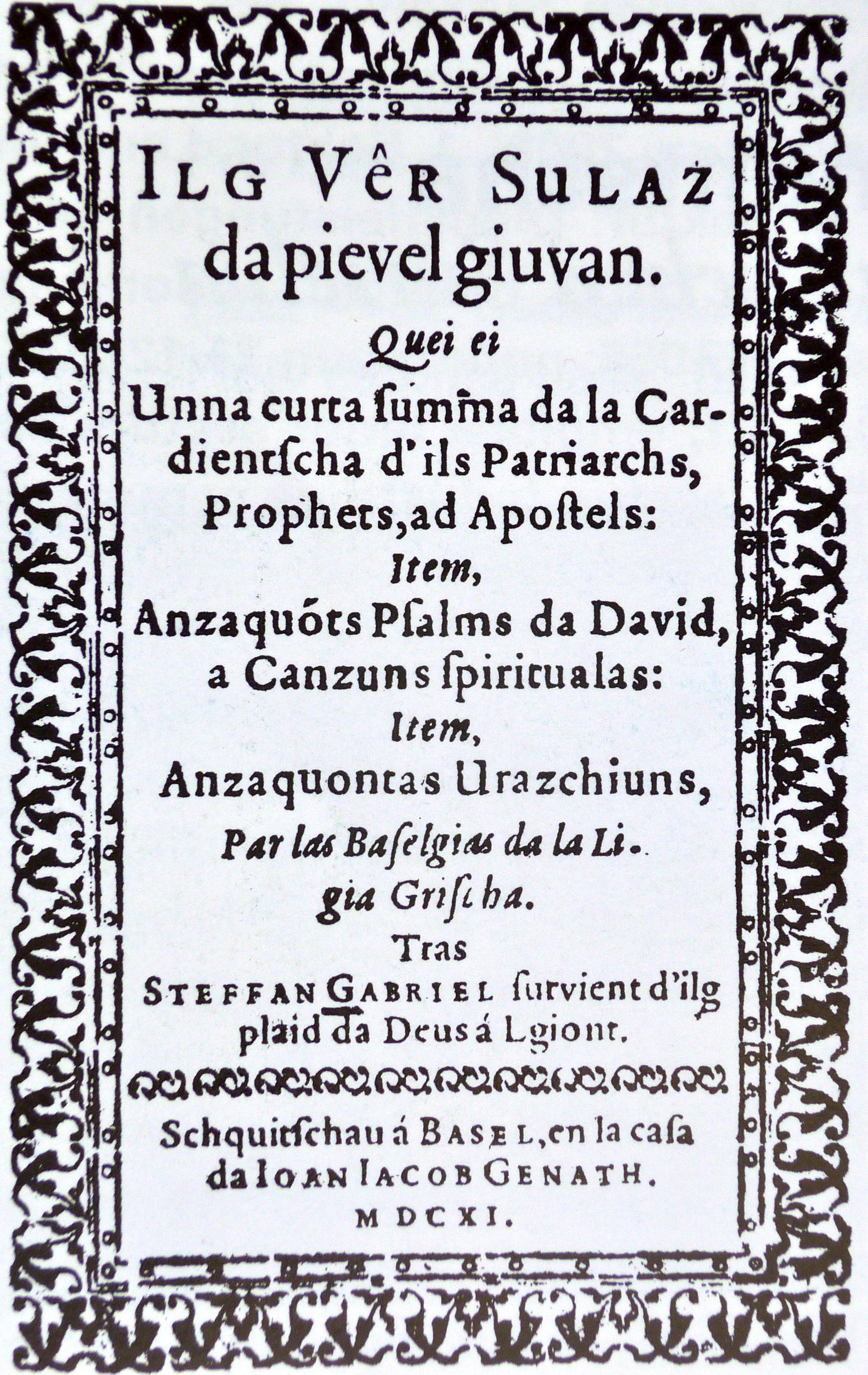
Ilg vêr sulaz da pievel giuvan

Nach der Reformation wuchs das Bedürfnis nach einer bündnerromanischen Schriftsprache; die romanischen Reformatoren wollten die Bibel und andere theologische Schriften in die Sprache des Volkes übersetzen. Nachdem Durich Campell 1562 die Psalmenübersetzungen Ün Cudesch da Psalms in Engadinerromanisch verfasst hatte, erschien 1611 das erste surselvische Buch des Ilanzer Pfarrers Stefan Gabriel in Basel: Ilg vêr sulaz da pievel giuvan («Die wahre Freude des jungen Volkes»).

## Sprachliche Merkmale im Überblick

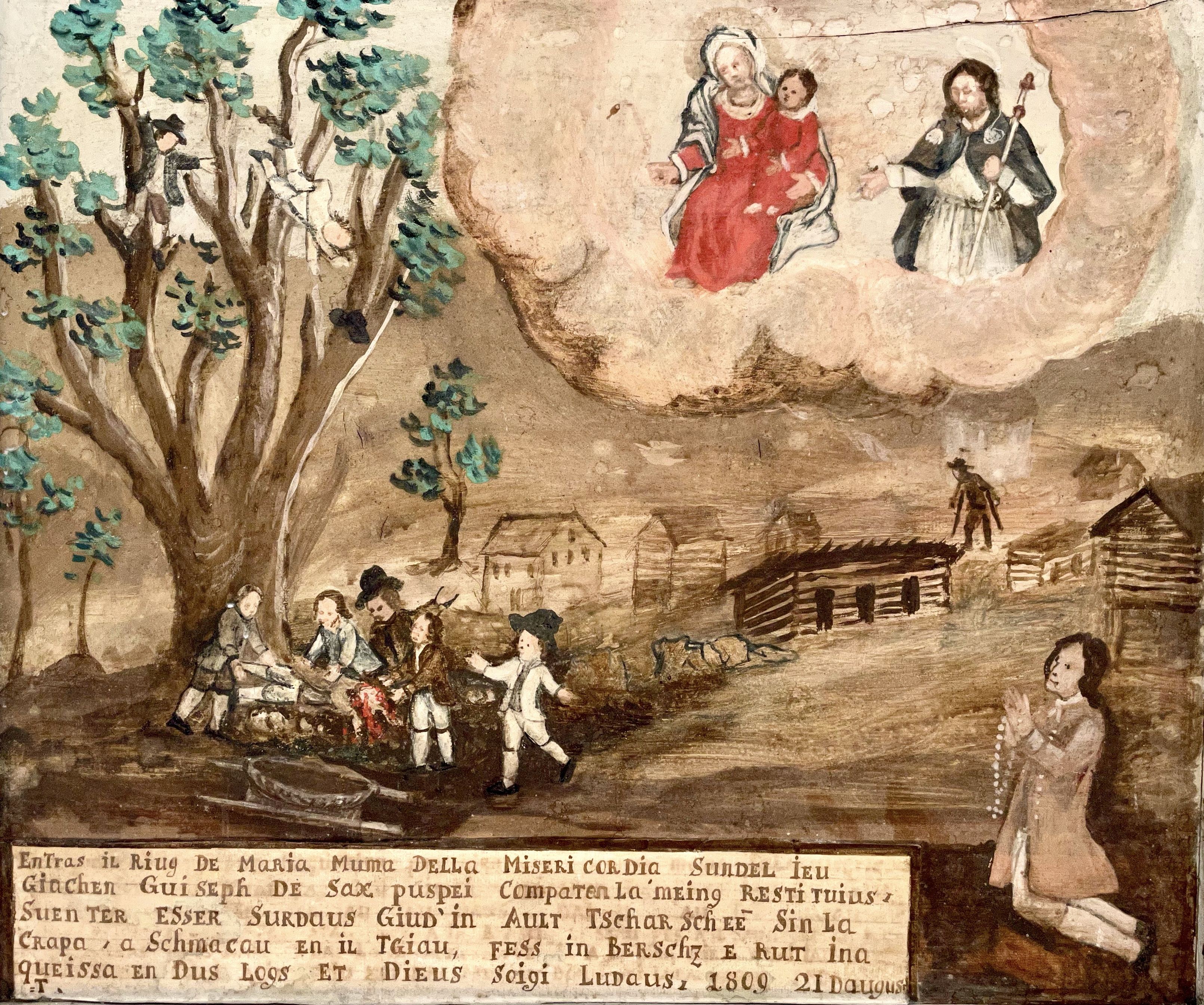
Votivbild mit Text von 1809 aus dem Kloster Disentis

### Phonologie
Im Gegensatz zu den Idiomen im Engadin, die noch die gerundeten Vorderzungenvokale /ü/ und /ö/ kennen, hat im Surselvischen Entrundung zu /i/ und /e/ stattgefunden, vergleiche surselvisch mir «Mauer», egl «Auge» mit engadinisch mür, ögl. Surselvisch (mit der Ausnahme der Mundart des Tujetsch) kennt sodann keine Palatalisierung von anlautendem /k/ zu /tsch/ vor /a/, vergleiche surselvisch casa «Haus» mit /k/ gegenüber sutselvisch tgea, Vallader (Unterengadinisch) chasa und Putèr (Oberengadinisch) chesa, die alle mit anlautendem /tsch/ gesprochen werden.

### Morphologie
Ein Alleinstellungsmerkmal des Surselvischen gegenüber den anderen bündnerromanischen Idiomen im Bereich der Flexionsformen ist, dass ein prädikatives, also nachgestelltes Adjektiv eine besondere maskuline Endung auf -s erhält: il Pieder Fluretg, maghers e secs «Pieder Fluretg, mager und dürr». Ein weiteres morphologisches Alleinstellungsmerkmal innerhalb der Bündner Romania ist, dass das Vorkommen klitischer Subjektspronomen im Surselvischen auf wenige Fälle beschränkt ist; mit anderen Worten wird das dem Verb nachgestellte Pronomen im Engadinischen und Mittelbündnerischen häufig verkürzt, im Surselvischen viel seltener.

### Syntax
Eine Differenzierung im Satzbau liegt darin vor, dass im Engadinischen ein direktes Objekt mit der Präposition a eingeleitet wird, im Surselvischen hingegen nicht, man vergleiche surselvisch has viu Peider? «hast du Peter gesehen?» mit Puter hest vis a Peider?
Weitere, innerhalb der Romania unübliche oder seltene Erscheinungen wie die Verwendung des Konjunktivs in der indirekten Rede oder die Umkehrung der Reihenfolge Subjekt – Verb nach vorangehendem Adverb, adverbialer Bestimmung oder Nebensatz sind allen bündnerromanischen Idiomen gemein. Sie wurden aus der in Graubünden allgegenwärtigen deutschen Sprache beziehungsweise dem Schweizerdeutschen entlehnt.

### Orthographie
In der Schreibung werden im Surselvischen – ausser in Fremdwörtern – kaum Akzentzeichen verwendet: Dem è «ist» des Rumantsch Grischun entspricht im Surselvischen ei. Dafür verwendet man im Surselvischen den Buchstaben h: Dem istorgia «Geschichte» im Rumantsch Grischun entspricht surselvisch historia. Das Verb «haben», welches in Rumantsch Grischun avair geschrieben wird, wird im Surselvischen haver geschrieben.

## Aussprache
Die Betonung liegt meist auf der vorletzten oder letzten Silbe. In unbetonten Silben werden die Vokale meist zu einem gemurmelten e (Schwa). Im Folgenden werden diejenigen Aussprachefälle aufgelistet, die für einen Deutschsprachigen unklar sein könnten.
| Buchstabe | Aussprache in IPA (deutsches oder anderes Äquivalent) | Beispiel                                                      |
| --------- | --- | ------------------------------------------------------------- |
| c         | vor a, o, u als [k] (dt. unbehauchtes k) vor i und e als [ts] (dt. z) | canzun ‚Lied‘ december ‚Dezember‘                             |
| ch        | [k] (dt. unbehauchtes k); kommt nur vor e und i vor | zucher ‚Zucker‘                                               |
| è         | [ɛ] (dt. ä) | pèr ‚Paar‘                                                    |
| é         | [e] (dt. ee) | pér ‚Birne‘                                                   |
| ei        | je nach Region [ɛɪ] (Gruob), [aɪ] (Cadi) oder [ɔɪ] (Brigels) (dt. ei in verschiedenen Varianten, auch oi)                                                                                             | treis ‚drei‘                                                  |
| eu        | [ɛʊ] (dt. ä-u) | glieud ‚Leute‘                                                |
| g         | als [g] (dt. g) vor e und i als [ɟ] (ähnlich dt. dj; das i bleibt stumm) | Grischun ‚Graubünden‘ baselgia ‚Kirche‘                       |
| gh        | [g] (dt. g) | schenghegiar ‚schenken‘                                       |
| gl        | am Wortende und vor i als [ʎ] (ähnlich dt. lj; das i bleibt stumm) vor a, e, o, u und in manchen Lehnwörtern als [gl] (dt. gl)                                                                        | egl ‚Auge‘ Glaruna ‚Glarus‘                                   |
| gn        | [ɲ] (ähnlich dt. nj) | signun ‚Senn‘                                                 |
| h         | in der Regel stumm ausser in Lehnwörtern, wo [h] (dt. h) | habitaziun ‚Behausung‘ haluncs ‚Halunke‘                      |
| ia        | [ɪa] (dt. ia) | siat ‚sieben‘                                                 |
| ie        | [ɪɛ] (dt. iä) | caschiel ‚Käse‘                                               |
| iu        | [ɪʊ] (dt. iu) | vendiu ‚verkauft‘                                             |
| iau       | [ɪaʊ] (dt. iau) | cumiau ‚Abschied‘                                             |
| r         | meist [ʀ] (dt. Zäpfchen-r) | raps ‚Geld‘                                                   |
| s         | am Wortanfang (vor Vokal) und am Wortende [s] (dt. s im Wortauslaut oder engl. s) zwischen Vokalen [z] (dt. s vor Vokal oder engl. z) vor c, n, m, p, t, tg [ʃ] (dt. sch) vor b, d, g, v [ʒ] (frz. j) | sulegl ‚Sonne‘ casa ‚Haus‘ finiastra ‚Fenster‘ sbagl ‚Fehler‘ |
| sch       | am Wortende [ʃ] (dt. sch) zwischen Vokalen [ʒ] (frz. j) | cudisch ‚Buch‘ pischada ‚Butter‘                              |
| tsch      | [tʃ] (dt. tsch) | tschiel ‚Himmel‘                                              |
| tg        | [c] (ähnlich dt. kj) | tgaun ‚Hund‘                                                  |
| ua        | [ʊa] (dt. ua) | qual ‚welcher‘                                                |
| ue        | [ʊɛ] (dt. u-e) | quel ‚dieser‘                                                 |
| uo        | [ʊɔ] (dt. uo) | buob ‚Bub, Junge‘                                             |
| uei       | [ʊɛɪ] (dt. uei) | quei ‚dieses‘                                                 |
| uau       | [ʊaʊ] (dt. uau) | uaul ‚Wald‘                                                   |

## Grammatik

### Substantiv, Genus, Artikel
Surselvisch kennt bestimmte und unbestimmte Artikel, unbestimmte jedoch nur in der Einzahl. Es gibt zwei grammatische Geschlechter: Hauptwörter können männlich oder weiblich sein. Weibliche Hauptwörter enden häufig auf -a. Grundsätzlich wird die Mehrzahl eines Hauptworts durch das Anhängen eines -s gebildet. Endet das Hauptwort bereits auf -s, dann bleibt das Hauptwort unverändert.
| Deutsch    | Rumantsch Grischun | Romontsch Sursilvan |
| ein Haus   | ina chasa          | ina casa            |
| ein Dorf   | in vitg            | in vitg             |
| das Haus   | la chasa           | la casa             |
| das Auto   | l’auto             | igl auto            |
| die Häuser | las chasas         | las casas           |
| das Dorf   | il vitg            | il vitg             |
| die Dörfer | ils vitgs          | ils vitgs           |
| die Autos  | ils autos          | ils autos           |

In Sursilvan werden Verhältniswörter und bestimmte Artikel zusammengezogen wie im Italienischen. In Rumantsch Grischun dagegen nicht.
| Verhältniswort | Deutsch | il   | igl   | ils   | la     | l'     | las     |
| a              | an      | al   | agl   | als   | alla   | all'   | allas   |
| cun            | mit     | cul  | cugl  | culs  | culla  | cull'  | cullas  |
| da             | von     | dil  | digl  | dals  | dalla  | dall'  | dallas  |
| en             | in      | el   | egl   | els   | ella   | ell'   | ellas   |
| per            | für     | pil  | pigl  | pils  | per la | per l' | per las |
| sin            | auf     | sil  | sigl  | sils  | silla  | sill'  | sillas  |
| tier           | bei     | tiel | tiegl | tiels | tiella | tiell' | tiellas |

### Adjektiv
Eigenschaftswörter werden dem Hauptwort gewöhnlich nachgestellt und wie dieses nach Geschlecht und Zahl gebeugt – einem männlichen Hauptwort folgt also ein männlich gebeugtes, einem weiblichen Hauptwort ein weiblich gebeugtes Eigenschaftswort, und einem Hauptwort in der Mehrzahl folgt ein Eigenschaftswort in der Mehrzahl.
Bei wesentlichen Eigenschaften steht das Eigenschaftswort jedoch vor dem Hauptwort. Beschreibt also eine Eigenschaft eine Sache, dann steht das Eigenschaftswort hinter dem Hauptwort, ist die Eigenschaft bedeutend für den Sinn des Hauptworts, steht das Eigenschaftswort vor dem Hauptwort.
| Deutsch                       | Rumantsch Grischun    | Romontsch Sursilvan  |
| ein grosses Haus              | ina gronda chasa      | ina gronda casa      |
| ein grosses Dorf              | in grond vitg         | in grond vitg        |
| ein grosser (wichtiger) Mann  | in grond um           | in grond um          |
| Ein (körperlich) grosser Mann | in um grond           | in um grond          |
| eine grosse Frau              | ina dunna gronda      | ina dunna gronda     |
| die wichtigen Frauen          | las grondas dunnas    | las grondas dunnas   |
| die (finanziell) arme Frau    | la dunna paupra       | la dunna paupra      |
| die beklagenswerten Männer    | ils paupers umens     | ils paupers umens    |
| ein grosses, weisses Haus     | ina gronda chasa alva | ina gronda casa alva |

### Verb
Das Verb esser «sein» wird in der Gegenwart wie folgt gebeugt:
| Deutsch             | Rumantsch Grischun | Romontsch Sursilvan |
| ich bin             | jau sun            | jeu sun             |
| du bist             | ti es              | ti eis              |
| er ist              | el è               | el ei               |
| sie ist             | ella è             | ella ei             |
| man ist             | ins è              | ins ei              |
| wir sind            | nus essan          | nus essan           |
| ihr seid            | vus essas          | vus essas           |
| sie sind (männlich) | els èn             | els ein             |
| sie sind (weiblich) | ellas èn           | ellas ein           |

Das Verb haver «haben» (Rumantsch Grischun: avair) wird in der Gegenwart wie folgt gebeugt:
| Deutsch              | Rumantsch Grischun | Romontsch Sursilvan |
| ich habe             | jau hai            | jeu hai / jeu vai   |
| du hast              | ti has             | ti has              |
| er hat               | el ha              | el ha               |
| sie hat              | ella ha            | ella ha             |
| man hat              | ins ha             | ins ha              |
| wir haben            | nus avain          | nus vein            |
| ihr habt             | vus avais          | vus veis            |
| sie haben (männlich) | els han            | els han             |
| sie haben (weiblich) | ellas han          | ellas han           |

### Satzbau
Einfache Fragen werden wie im Deutschen mittels Umkehrung der Wortfolge (Inversion) gebildet, das heisst, die Reihenfolge Hauptwort – Verb des Aussagesatzes wird durch die Reihenfolge Verb – Hauptwort ersetzt:
| Deutsch           | Rumantsch Grischun | Romontsch Sursilvan |
| Er ist Deutscher. | El è tudestg.      | El ei tudestg.      |
| Ist er Deutscher? | È el tudestg?      | Ei el tudestg?      |

### Zahlen bis 10
| Deutsch | Rumantsch Grischun | Romontsch Sursilvan |
| null    | nulla              | nul, nulla          |
| eins    | in, ina            | in, ina             |
| zwei    | dus, duas          | dus, duas           |
| drei    | trais, treia       | treis, trei         |
| vier    | quatter            | quater              |
| fünf    | tschintg           | tschun              |
| sechs   | sis                | sis                 |
| sieben  | set                | siat                |
| acht    | otg                | otg                 |
| neun    | nov                | nov                 |
| zehn    | diesch             | diesch              |

## Sprachbeispiel
Das folgende Sprachbeispiel stammt aus Jean de La Fontaines Fabel «Der Rabe und der Fuchs». Die Lia Rumantscha hat es erstmals 2004 in ihrer Broschüre Rätoromanisch. Facts and Figures erstmals veröffentlicht; es wird gerne verwendet, um die Unterschiede der verschiedenen bündnerromanischen Idiome darzustellen. Eine Audioversion der surselvischen Fassung kann  gehört werden.
Surselvisch
L’uolp era puspei inagada fomentada. Cheu ha ella viu sin in pégn in tgaper che teneva in toc caschiel en siu bec. Quei gustass a mi, ha ella tertgau, ed ha clamau al tgaper: «Tgei bi che ti eis! Sche tiu cant ei aschi bials sco tia cumparsa, lu eis ti il pli bi utschi da tuts.»
Rumantsch Grischun
La vulp era puspè ina giada fomentada. Qua ha ella vis sin in pign in corv che tegneva in toc chaschiel en ses pichel. Quai ma gustass, ha ella pensà, ed ha clamà al corv: «Tge bel che ti es! Sche tes chant è uschè bel sco tia parita, lura es ti il pli bel utschè da tuts.»
Deutsch
Der Fuchs war wieder einmal hungrig. Da sah er auf einer Tanne einen Raben, der ein Stück Käse in seinem Schnabel hielt. Das würde mir schmecken, dachte er, und rief dem Raben zu: «Wie schön du bist! Wenn dein Gesang ebenso schön ist wie dein Aussehen, dann bist du der schönste von allen Vögeln.»